# Baronia de Llinars
La baronia de Llinars fou una jurisdicció senyorial concedida el segle XVI que primer va pertànyer als Corbera i després al llinatge dels Santcliment, cognominats Corbera-Santcliment.
Aquesta jurisdicció senyorial (l'antiga jurisdicció del castell del Far) apareix amb aquesta denominació per primera vegada amb Beatriu de Corbera i de Santa Coloma, senyora del castell que estava casada amb Francesc de Santcliment i de Santcliment.
La baronia es compon de les parròquies de Santa Maria de Llinars, Sant Esteve del Coll, Sant Sadurní de Collsabadell i una bona part de les parròquies de Sant Julià del Fou i Sant Andreu del Far. Avui dia la parròquia del Far és unida a Dosrius i la del Fou a Sant Antoni de Vilamajor.
L'any 1381, el terme (després, a partir de la primera meitat del segle xvi, baronia) de Llinars, que llavors formava part de l'antiga jurisdicció del castell del Far, comprenia 78 famílies, que el 1515 havien augmentat a 86, repartides així: 
- 34 a la parròquia de Llinars
- 19 a Collsabadell
- 10 al Coll
- 10 a Sanata
- 13 al Far

L'augment de població de la baronia fou molt lent, puix que el 1719 aquest tenia només 159 famílies i 524 habitants.

## Corbera-Santcliment
Els Corbera-Santcliment fou una important branca del llinatge dels Santcliment que va ser creat a la primera meitat del segle XVI
Després del matrimoni de Francesc de Santcliment i de Santcliment, amb Beatriu de Corbera i de Santa Coloma, senyora del castell del Far, encara que els fills de Francesc haurien de tenir només el cognom del seu pare, a causa de l'enllaç amb els Corbera foren cognominats Corbera-Santcliment.
Tenien nombrosos senyorius: eren barons de Llinars, Altafulla i, amb Lluís de Corbera-Santcliment, Balsareny, senyors del Far i, amb Lluís de Corbera-Santcliment, de Coll Sabadell, Sanata, Avinyonet, Sant Genis de Masdovelles, Modalba, Navars, Lluçà i Ferran.
Després de la mort de Beatriu, vers el 1542, i del baró Francesc el 1537, la baronia de Llinars i els títols de baró de Llinars i senyor del Far van passar a Riambau de Corbera-Santcliment i, després, als seus descendents.

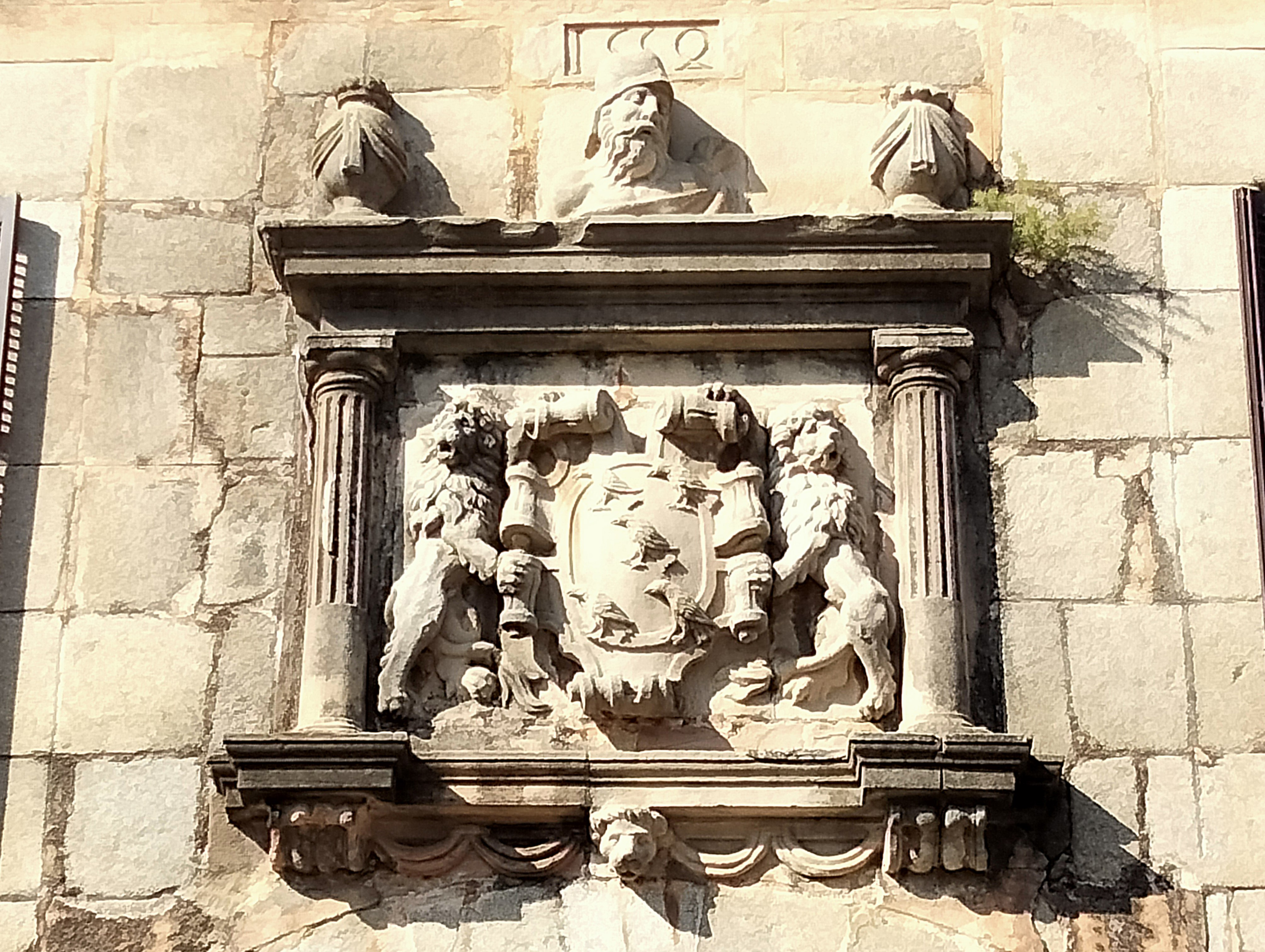
Escut dels Corbera-Santcliment al Castellnou de Llinars

El dia 1 de juliol de 1548 Riambau de Corbera-Santcliment, II baró de Llinars, convocà una reunió de prohoms de la baronia de Llinars a l'església de Santa Maria i, al·legant que les cases en què vivia a la pobla de Llinars eren velles i ruïnoses, els va demanar una ajuda de mil lliures per a edificar un nou castell prop de Llinars. Aquests, a canvi de certes prestacions, li concediren l'ajuda, que van prometre donar en l'espai de deu anys. Així es va edificar el Castellnou de Llinars, un magnífic edifici renaixentista de planta quadrada, amb pati central, amb una elegant galeria i unes defenses angulars en els quatre costats, abans protegits també per torrelles, que es van desmuntar al segle passat.
Entre els Corbera-Santcliment és important esmentar:
- Francesc de Santcliment i de Santcliment, I baró de Llinars i senyor del Far, va ser assistent a les Corts de Barcelona de 1528;
- Riambau de Corbera-Santcliment, fill de l'anterior, II baró de Llinars i senyor del Far, va ser assistent a les Corts de Barcelona de 1528;
- Riambau Miguel de Corbera-Santcliment, fill de l'anterior, III baró de Llinars i baró d'Altafulla, va ser assistent a les Corts de Montsó-Barcelona de 1563-1564 i a les Corts de Montsó de 1585;
- Lluís de Corbera-Santcliment, fill de l'anterior, cavaller, IV baró de Llinars i baró de Balsareny i d'Altafulla i La Nou, senyor del Far, de Coll Sabadell, Sanata, Avinyonet, Sant Genis de Masdovelles, Modalba, Navars, Lluçá i Ferrán, va ser protector del Braç Militar a les Corts de Barcelona de 1626;
- Josep de Corbera-Santcliment, fill de l'anterior, cavaller, V baró de Llinars, va ser assistent a les Corts de Barcelona de 1626 i a les Corts de Montblanc de 1640;
- Joan Baptista de Corbera-Santcliment, fill de Riambau de Corbera-Santcliment, va ser assistent a les Corts de Montsó de 1585;
- Joan Baptista de Corbera-Santcliment, fill de l'anterior, va ser assistent a les Corts de Barcelona de 1626;[4]
- Jerònima de Corbera-Santcliment, filla del baró de Llinars, es casà amb Feliu de Marimon i de Tord, I marquès de Cerdanyola i fou la mare de Ramon de Marimon i de Corbera-Santcliment, bisbe de Vic i servent de Déu.

Amb Maria Isabel de Corbera-Santcliment, que es casà amb Josep Antoni de Rubí i Boixadors, I marquès de Rubí, el títol de baró de Llinars va passar als Rubí; després als Pignatelli i finalment, amb Mariana Pignatelli i Rubí, als Jordán de Urríes, marquesos d'Ayerbe, tots ells també cognominats Cobera-Santcliment.